# مسجد فضل

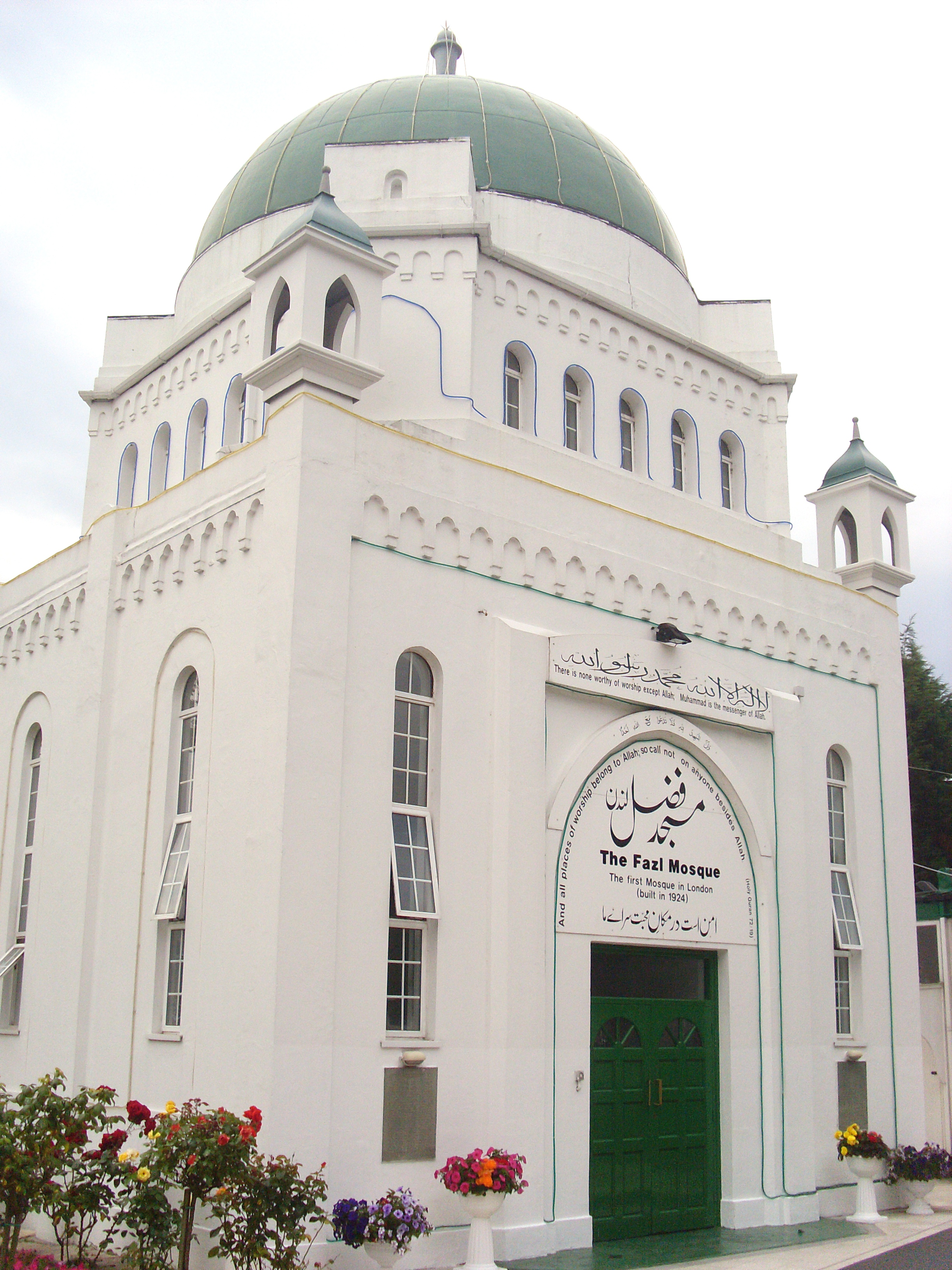
مسجد فضل در لندن

مسجد فضل (به انگلیسی: Fazl Mosque) در لندن به عنوان یکی از نخستین مسجدهای انگلستان در ۲۳ اکتبر ۱۹۲۶ (میلادی) تأسیس شد.